# Пуйда, Казис
Казис Александрас Пуйда (лит. Kazys Aleksandras Puida; 19 марта 1883, Шетияй Сувалкской губернии, ныне в Шакяйском районе — 24 января 1945, Науседай под Каунасом) — литовский поэт, прозаик, драматург, переводчик.

## Биография
Родился в деревне Шетияй недалеко от заштатного города Шаки Сувалкской губернии. Окончил гимназию в Мариямполе, затем Политехнический институт в Берлине (1904). В 1905—1907 годах работал в редакции газеты «Вильняус жиниос» („Vilniaus žinios“). Участвовал в деятельности литовских организаций. В 1906 году женился на писательнице, журналистке, общественной деятельнице Оне Плейрите, в замужестве Пуйдене. В 1907—1912 годах преподавал литовский язык в гимназии в Шавлях.
Из-за преследований властей вместе с женой выехал в Челябинск, где в 1912—1916 годах преподавал немецкий язык, по другим сведениям — математику. Во время Первой мировой войны оказался в Петрограде, где в 1916 году был призван в армию. В Сибири попал в немилость к белогвардейцам; ему грозила смерть, но спасся стараниями жены.
По возвращении в Литву (1920) работал в книгоиздательском товариществе «Швитурис» („Švyturis“), в типографии «Спиндулис» („Spindulis“). В 1922 году основал издательство «Вайва» („Vaiva“), выпускавшее серию литературной классики, редактировал и издавал литературные журналы «Гайрес» („Gairės“; 1923—1924), «Кривуле» („Krivulė“; 1923—1925), «Гайсай» („Gaisai“; 1930—1931).
В 1937 году обосновался в деревне Науседай под Каунасом, где и умер 24 января 1945 года. Похоронен в Паневежюкасе.

## Творчество
Дебютировал стихотворениями (сборник „Iš sermėgiaus krūtinės“, 1906; под псевдонимом Žegota). Выпустил сборник рассказов «Осень» („Ruduo“, 1906).
Был очень продуктивным и стал одним из первых литовских профессиональных писателей. В 1911—1912 годах выпустил собрание сочинений в 4 томах, между 1911 и 1913 годами — три сборника статей на литературные и педагогические темы. 
Издал свыше пятидесяти книг переводов Г. Зудермана, О. Уайльда, Г. Ибсена, Г. Сенкевича, С. Лагерлёф, Майн Рида, Джека Лондона и других западноевропейских и американских авторов.
Автор повестей «Песнь земли» („Žemės giesmė“, 1911), «Красный петух» („Raudonas gaidys“, 1929) и других, фантастико-публицистического романа «Железный волк» („Geležinis vilkas“, 1927), произведений на исторические темы — легенды „Karalius Haraldas“ (1920), повести „Vaidevutis ir Brutenis“ (1923), романа „Magnus Dux“ (1936).
Автор пьес „Mirga“ (1912), «Русалка» („Undinė“, 1912) и других. В драматургии пытался использовать достижения М. Метерлинка и А. П. Чехова, не избегая аллегорической риторики и фрагментарности. В прозе и драматургии элементы импрессионизма и символизма, цитаты из Ф. Ницше сочетались с традицией реализма. В пьесе „Gairės“ (1913) ибсеновский конфликт поколений основан на реалиях литовской деревни. Наиболее зрелой считается драма «Степь» („Stepai“, 1920).